# 白底彩繪陶罐

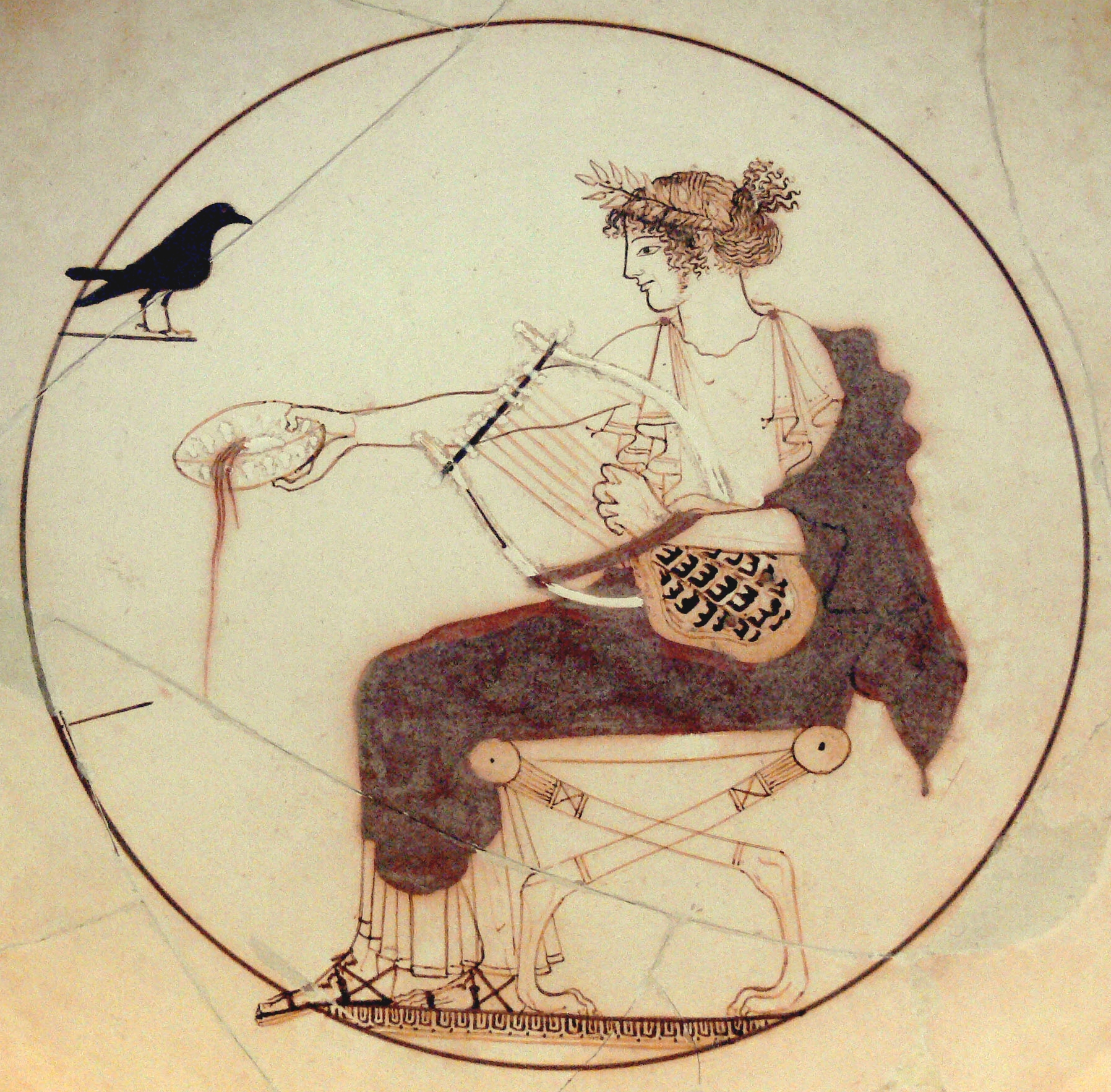
阿波羅的基里克斯杯（Cylix of Apollo），雅典風格，阿波羅祭奠的細節，公元前460年。

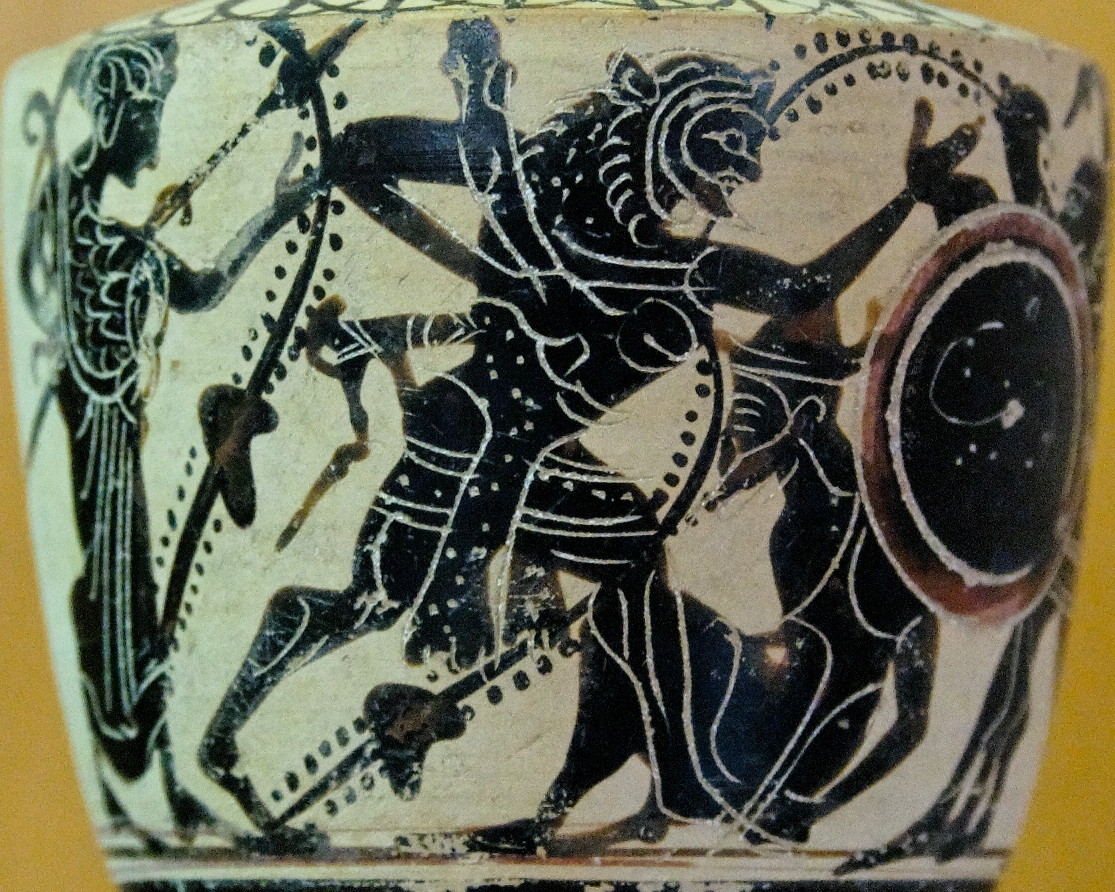
描繪赫拉克勒斯與革律翁戰鬥的雅典風格白底細頸有柄裝飾瓶（Lekythos）（第一型），安東尼奧·薩利納斯地區考古博物館（Antonio Salinas Regional Archeological Museum）藏，巴勒莫

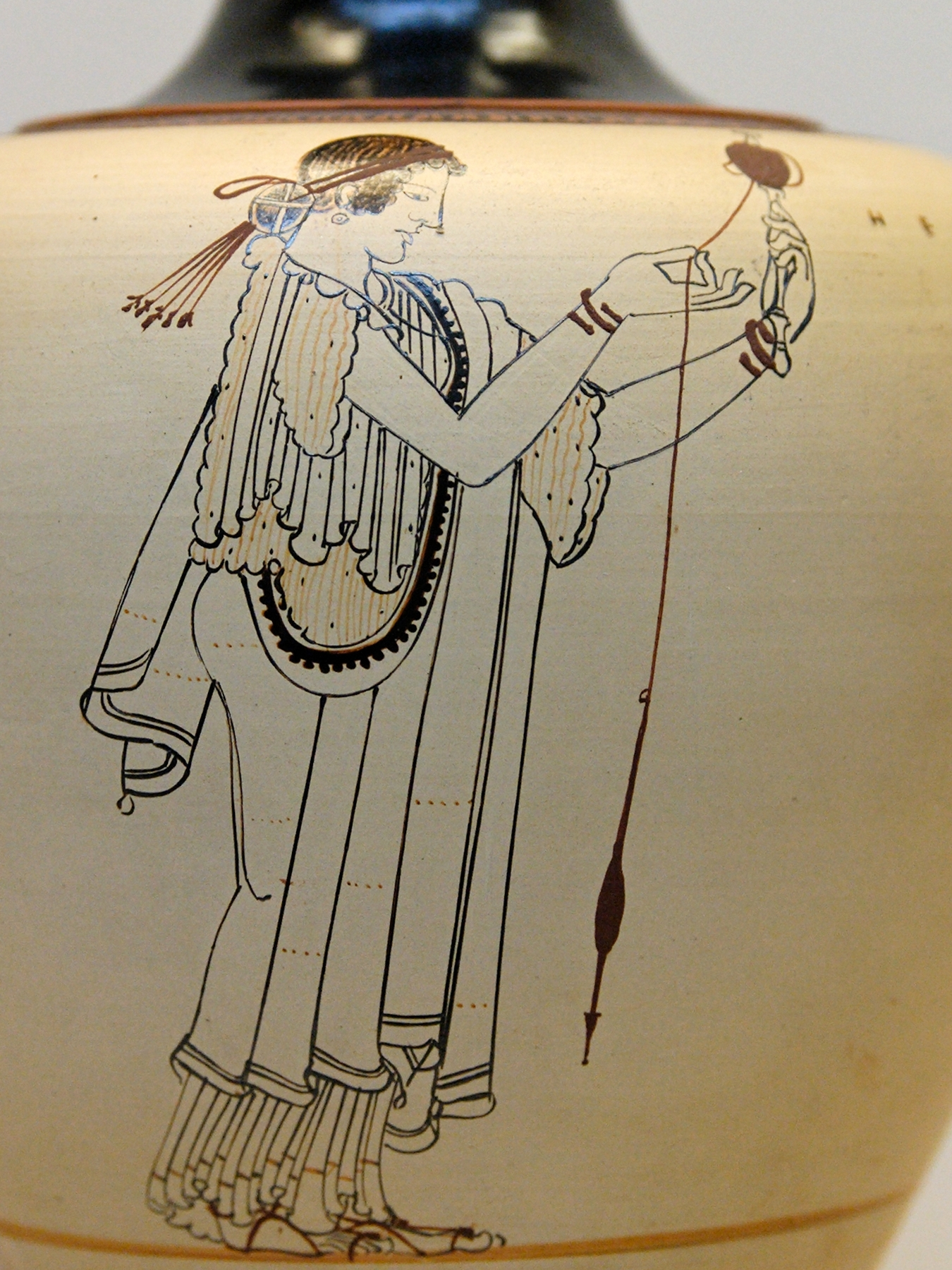
紡紗女子，雅典風格曲柄酒壺（Oinochoe）（第三型），可能來自洛克里，布里戈斯畫家（Brygos Painter）製，約公元前490年

白底技法（White-ground technique），又稱白底彩繪式瓶畫，是一種古希臘陶器風格，該陶器將人物繪製在陶器的白色底色上。該技法發展於公元前500年左右的阿提卡地區，尤其與用於儀式和喪葬用途的希臘瓶有關，這可能是因為其上色後的表面較其他主要的黑繪式和紅繪式的瓶畫技法更為脆弱所致。儘管如此，還是有各式各樣的主題採用該技法描繪。

## 技法與風格
白底陶器希臘瓶上會覆上一層淺色或白色的高嶺石化妝土。在幾何紋式時期和古風時期，類似的化妝土曾被用作瓶畫的載體。例如，愛奧尼亞、拉科尼亞和基克拉澤斯群島都曾生產白底希臘瓶，但只有雅典才真正發展出與黑繪式和紅繪式瓶畫不同的獨立風格。出於這個原因，術語「白底陶器」或「白底瓶畫」通常是用於雅典材料。
使用化妝土可能是為了讓人聯想到象牙或大理石，使希臘瓶顯得更高貴，不過一般卻不會以白色化妝土覆蓋整個容器表面。也有人推測這種繪畫形式的出現是為了模仿更負盛名的壁畫媒材，但一直難以證明。再者，有五個大型細頸有柄裝飾瓶（Huge Lekythoi）（約70-100公分高）完全被白色的化妝土所覆蓋，表明這是用於葬禮目的的仿大理石細頸有柄裝飾瓶。
白底瓶畫常與紅繪式瓶畫一起出现。其中特別典型的是內部是白底畫和外部是紅繪畫的基里克斯杯。白底畫不如黑繪畫或紅繪畫耐用，這就是為什麼這種希臘瓶主要是作為祈願和墓葬用途的容器。

## 類型

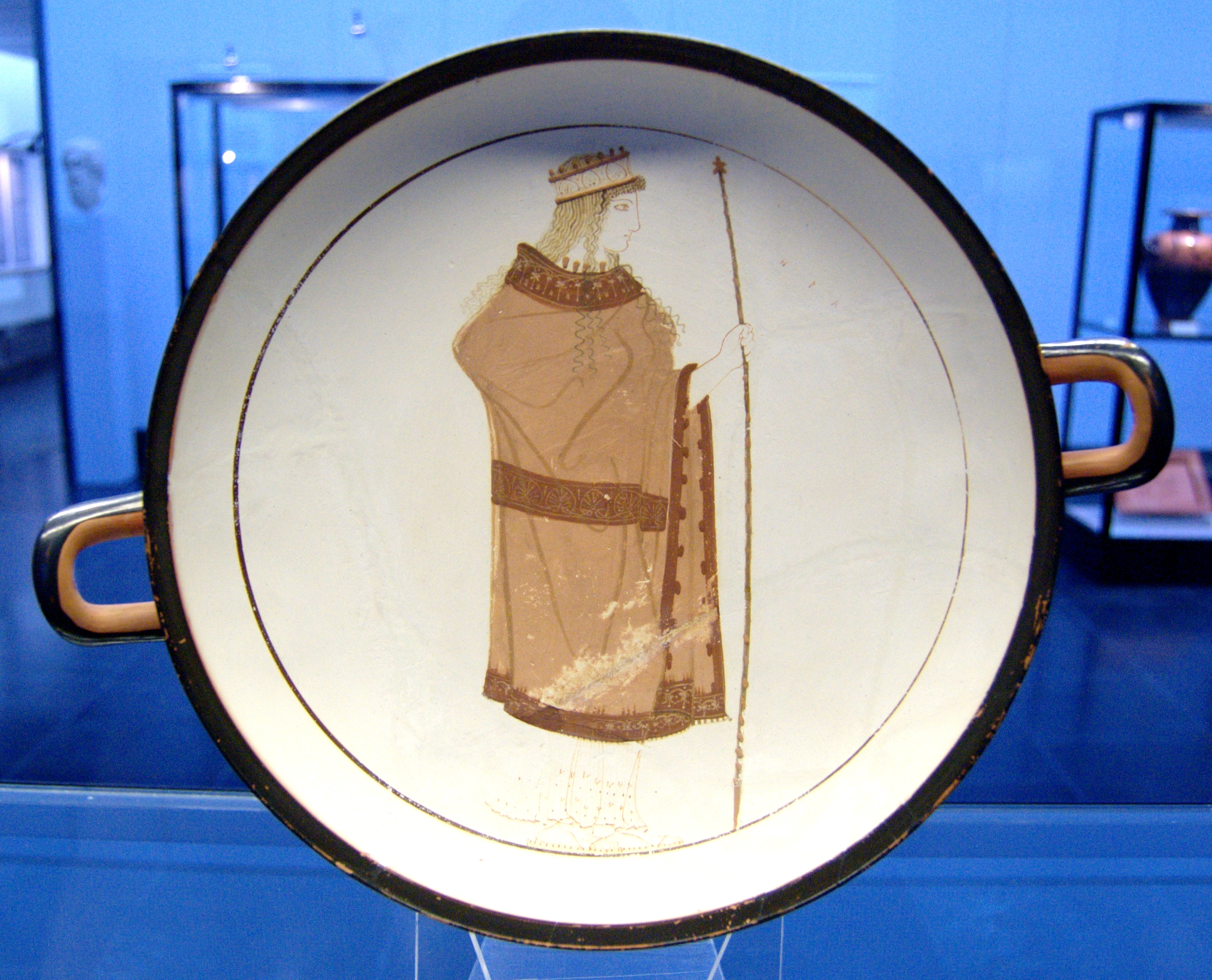
雅典風格的白底基里克斯杯（第四型），圓形畫上的赫拉，發現於武爾奇，薩布羅夫畫家（Sabouroff Painter）製（約公元前470年）。

白底技法與黑繪式和紅繪式風格平行發展。在這一發展過程中能注意到五種次要風格：

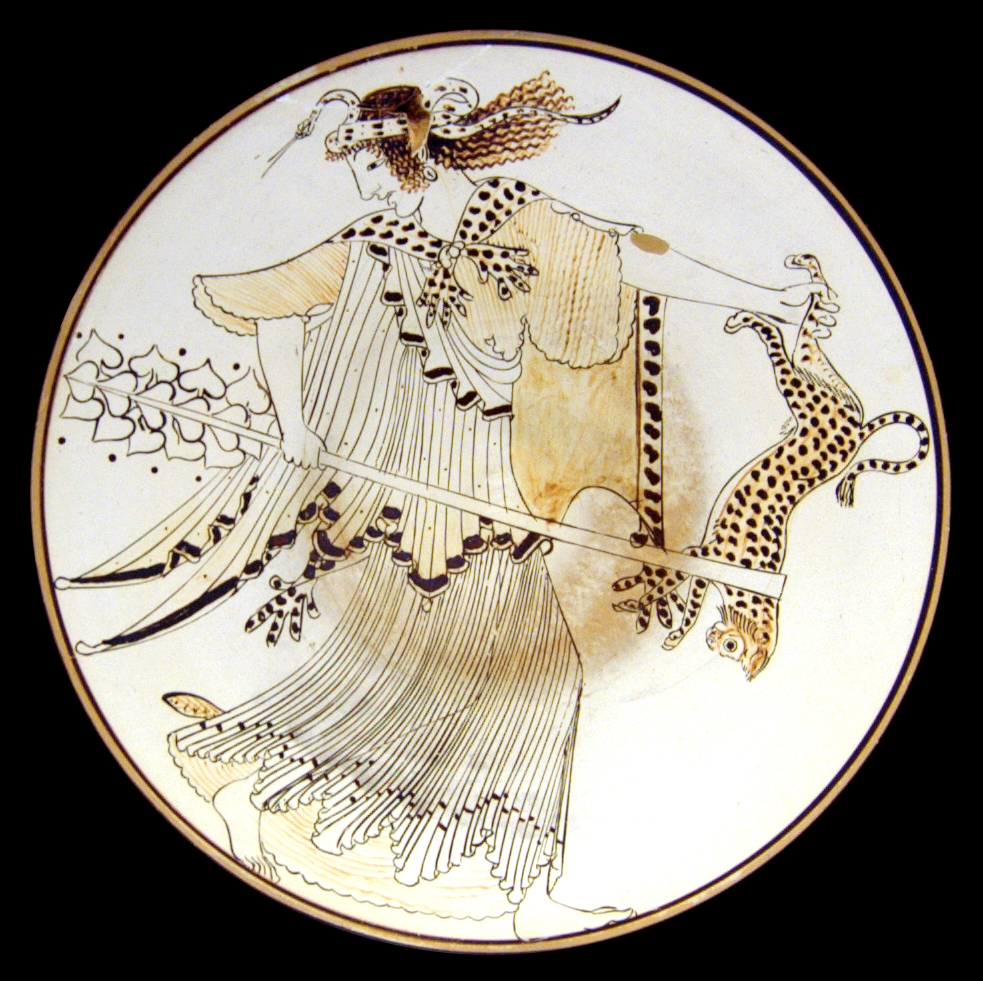
狂暴的酒神女祭司，右手握著酒神仗（thyrsos），左手在空中揮動一頭豹。有條蛇纏繞於女祭司頭上的帶狀王冠（Diadem）。基里克斯杯的圓形畫，製作於公元前490-480年間。布里戈斯畫家（Brygos Painter）製，慕尼黑州立古典真品陳列館藏。

早期使用：該技法現存最早的例子是約公元前570年的康塔羅斯酒杯碎片，上面署有陶藝畫師尼可斯（Nearchos）的名字，在雅典衛城發現（Akropolis 611）。這項技法被用來製作強調希臘瓶形狀的彩色深淺相間的條紋。與安都凱德斯（Andokides）、尼可斯泰尼（Nikosthenes）和皮西亞克斯（Psiax）的工作坊息息相關。
第一型：陶藝家尼可斯泰尼可能在公元前530或前525年左右採用白底黑繪式瓶畫。該技法過了不久也被其他工作坊採用，包括皮西亞克斯的工作坊。白底繪畫方式與傳統的黑繪式瓶畫相同，唯一區別在底色。白底繪畫的底色很少是純白色，通常接近微黃或淺米色。
第二型：第二種形式是單色的輪廓線畫。圖像不是透過預留未塗抹的區域再畫上內部細節（如紅繪式瓶畫）所創造，而是透過勾勒輪廓再畫上的內部細節來創造。這種風格自公元前 6 世紀末開始使用，尤其是在杯子、雪花瓶（Alabastron）和白底細頸有柄裝飾瓶（Lekythos）上。人物輪廓最初是以浮雕線的形式繪製，但從公元前500年左右開始，逐漸被塗成黃褐色的線條所取代。「半輪廓技法」是第一型黑繪的剪影技法（Silhouette）和第二型輪廓線技法（Umrißzeichnung）的結合，僅於公元前5世紀上半葉使用，幾乎完全用於細頸有柄裝飾瓶和雪花瓶。
第三型：公元前5世纪上半葉，陶工歐弗洛尼的工作坊结合了有光澤的化妝土和礦物顏料開發了一種四色繪畫風格，該風格會以有光澤的化妝土畫出輪廓線，以礦物顏料對區塊著色從而組成圖像。這種風格特別適用於寶石盒（pyxis）和杯子。有些像是水果、珠寶、武器或器皿等細節可以用有光澤的化妝土製作，以達成細節的可塑性，另外還可以產生如金子般的光澤。使用的顏料僅限於紅色和棕色、黃色、白色和黑色的色調。
第四型：古典早期的細頸有柄裝飾瓶的繪畫結合了有光澤的化妝土、礦物顏料和非陶瓷的礦物顏料，這種類型發展於公元前5世紀的第二個季度。它被用於繪製喪葬崇拜中所使用的大型莊嚴的細頸有柄裝飾瓶。圖像主要由彩色區塊構成。純粹的輪廓線條僅用於描繪男性身體。女性身體則用白色顏料描繪，衣物則使用黑色帶光澤的化妝土、礦物顏料，偶爾還會使用如硃砂或埃及藍等非陶瓷顏料，許多圖像描繪了女性的生活場景（gynaikion）。墓地圖像很罕見。這種風格最重要的代表是阿基里斯畫家（Achilleus Painter）。
第五型：第五種風格是彩色細頸有柄裝飾瓶畫。它取代了公元前5世紀中葉古典早期的細頸有柄裝飾瓶畫。此時，白底技法主要可大致鑒定為三種希臘瓶類型：細頸有柄裝飾瓶 、雙耳噴口酒杯（krater）和杯子。黑色帶光澤的化妝土和白色顏料從畫作中消失了。女性身體再次以簡單的輪廓圖描繪，也停用了非陶瓷礦物顏料。與此同時，從薩布羅夫畫家（Sabouroff Painter）開始，幾位畫家開始使用紅色或黑灰色的啞光（Matt）顏料，而非以化妝土來繪製輪廓線。只有輪廓線會在燒製前先上色，其他顏料則在燒製後才塗上。因此，此類瓶畫的耐用性十分受限；許多例子保存不善或全然被磨損，這導致很難評價其所描繪圖畫的主題。墓地場景占主導地位。

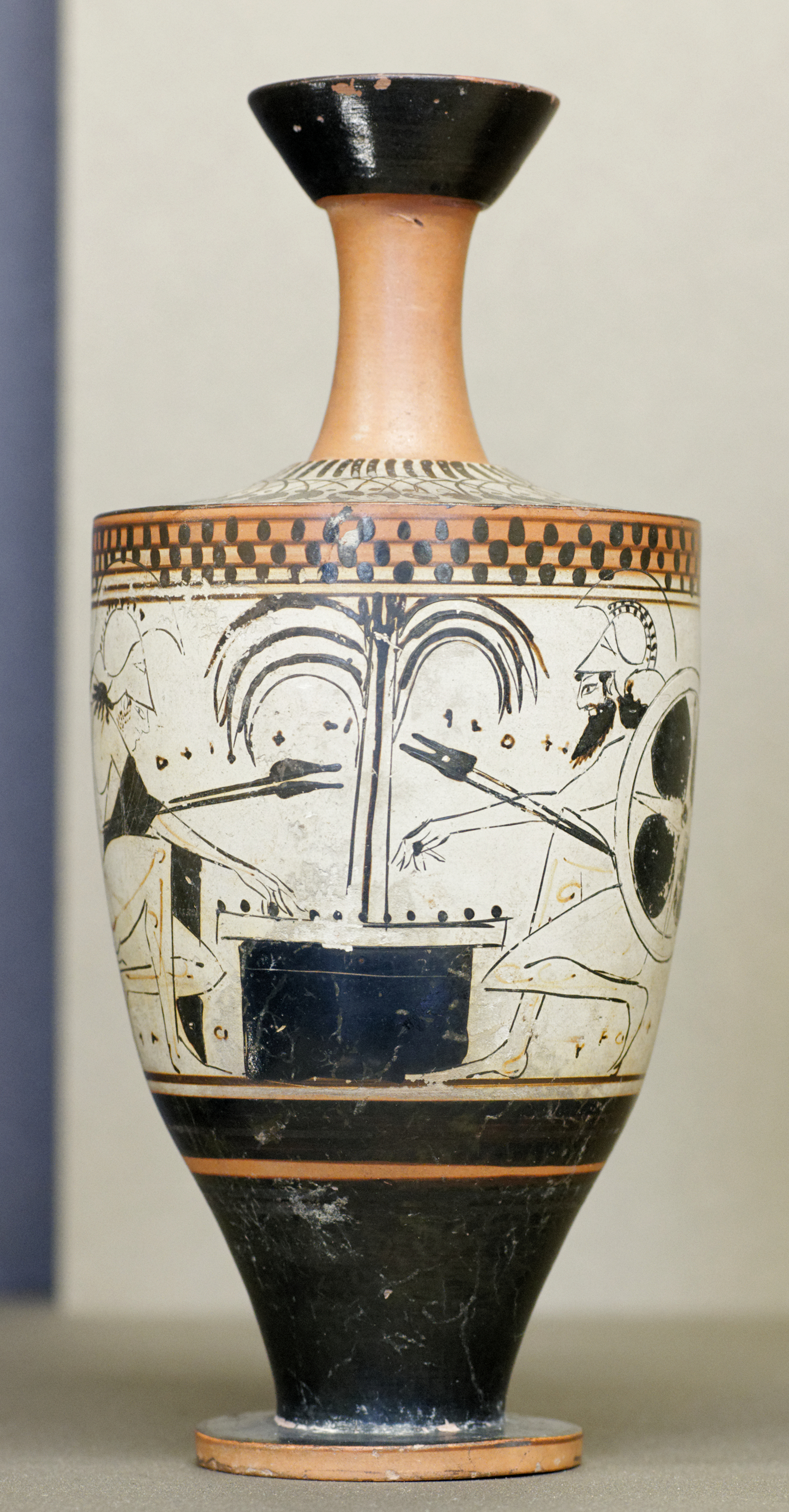
阿基里斯和大埃阿斯在玩棋盤遊戲，迪奧斯福斯畫家（Diosphos Painter）工作坊製的雅典風格細頸有柄裝飾瓶，約公元前500年）
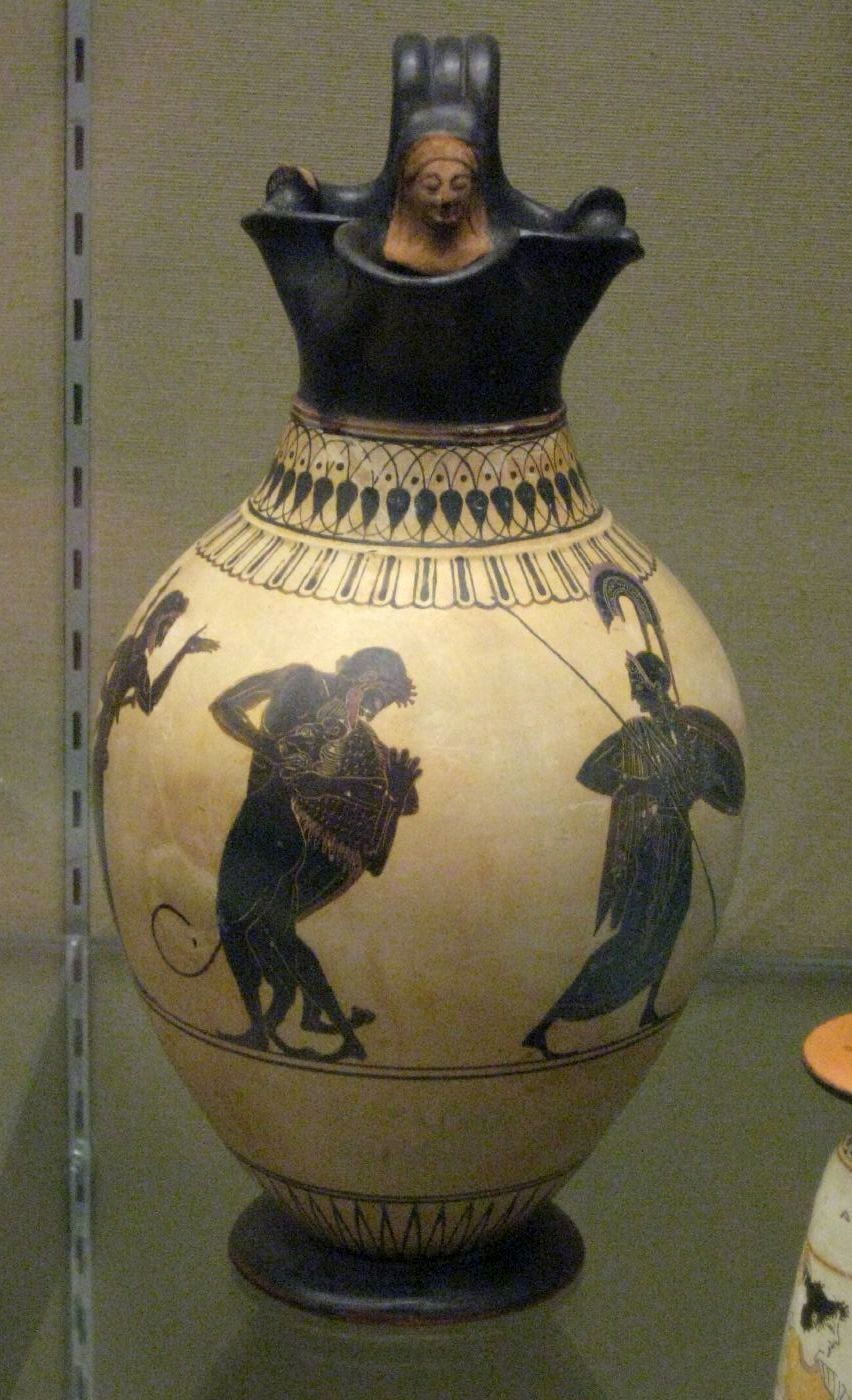
描繪海克力斯和尼米亞巨獅的白底黑繪式曲柄酒壺（Oinochoe），約公元前520-500年製作於雅典，由倫敦畫家（Painter of London）製，該畫家簡寫為安都凱德斯（Andokides）。
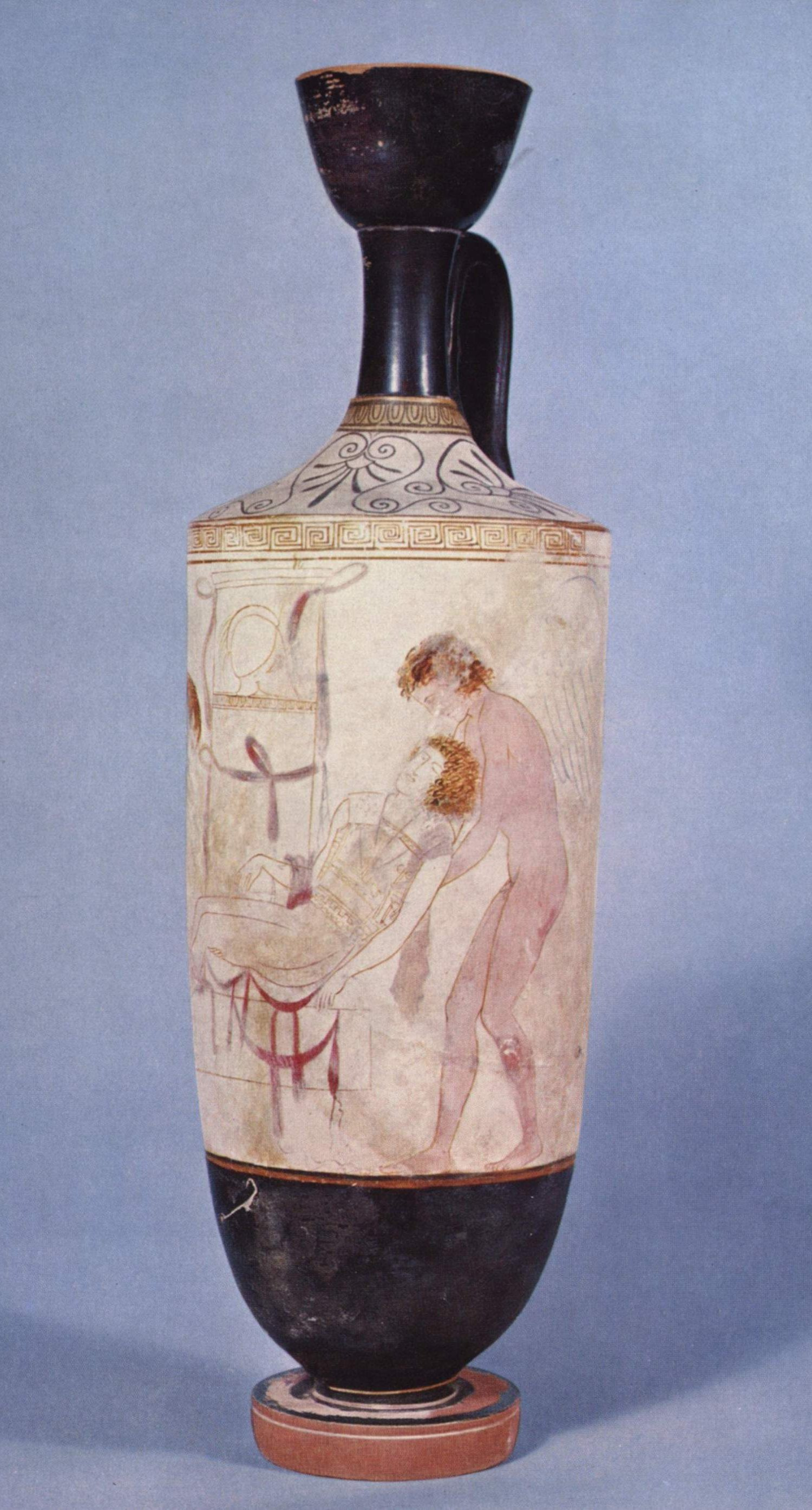
許普諾斯和桑納托斯從特洛伊戰場移走薩爾珀冬的屍體，細頸有柄裝飾瓶，塔纳托斯畫家（Thanatos Painter）製，約公元前440年
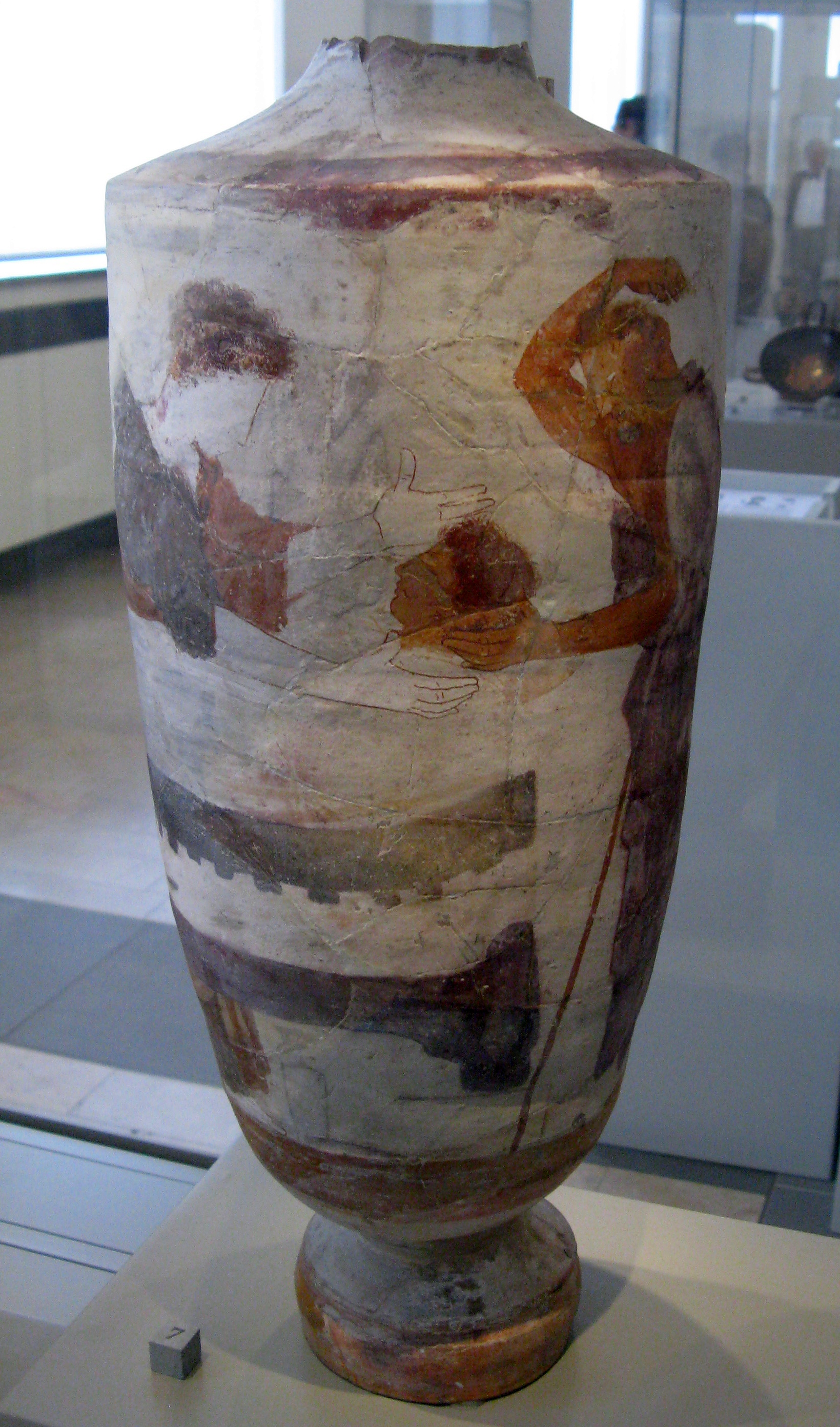
供人瞻仰（Prothesis），雅典風格多色裝飾的細頸有柄裝飾瓶（第五型），來自阿洛佩克（英语：Alopece），由大型細頸有柄裝飾瓶畫會在公元前5世紀晚期製作

## 畫家和分佈
重要的古典白底畫家（公元前5世纪），除了阿基里斯畫家（Achilleus Painter ）和薩布羅夫畫家（Sabouroff Painter）外，還有薩福畫家（Sappho Painter）、塔纳托斯畫家（Thanatos Painter）、鳥畫家（ Bird Painter）、方形畫家（Square Painter）、女畫家（Women Painter）、菲亞爾畫家 （Phiale Painter），以及蘆荻畫會 （Reed Group）的幾位代表人物，包括同名的蘆荻畫家（Reed Painter）。到前5世紀末，可以觀察到一些對陰影繪畫的首次嘗試，這可能受到同時期木板畫影響。值得注意的是大型細頸有柄裝飾瓶畫會（Group of the Huge Lekythoi），他們專門裝飾大型墓葬器皿。在前5世紀下半葉，白底希臘瓶畫幾乎專門用於大型細頸有柄裝飾瓶。公元前400年左右停止使用此類希臘瓶後，白底希臘瓶畫也隨之中斷。
到了希臘化時代，有幾個希臘世界的地點出現了各種類型的白底陶器，有時單色，有時多色。包括海德拉希臘瓶（Hâdra vases）、嘉諾撒希臘瓶（Canosa Vases）和琴圖里佩型（Centuripe type）希臘瓶。拉吉諾伊瓶（Lagynoi）通常也以白底技法裝飾。

## 註記
1. ↑  Apollo wearing a laurel or myrtle wreath, a white peplos and a red himation and sandals, seating on a lion-pawed diphros; he holds a chelys lyre in his left hand and pours a libation with his right hand. Facing him, a black bird identified as a pigeon, a jackdaw, a crow (which may allude to his love affair with Coronis) or a raven (a mantic bird). Tondo of an Attic white-ground kylix attributed to the Pistoxenos Painter (or the Berlin Painter, or Onesimos). Diam. 18 cm (7 in.)
2. ↑  See Tiverios and Tsiafakis, Color in Ancient Greece, 2002, for a survey of opinions on this.
3. ↑  Kurtz, Athenian White Lekythoi: Patterns and Painters, Oxford 1975, p.69-70; Schreiber, Athenian Vase Construction: A Potter's Analysis, Malibu 1999, p.183.
4. ↑  Cohen, Colors of Clay, 2006, p.187
5. ↑  Metropolitan Museum of Art 1926,26.49.
6. ↑  Cohen, op. cit., p.188
7. 1 2  Wehgartner, Irma. . Keramikforschungen. Mainz am Rhein: von Zabern. 1983: 12. ISBN 978-3-8053-0565-5.
8. 1 2  Cohen, op. cit., p.188
9. ↑  . Department of Classics. 2018-06-15  [2023-07-16]. （原始内容存档于2023-07-16） （英语）.
10. ↑  . kerameikos.org.   [2023-07-13]. （原始内容存档于2023-07-13）.
11. ↑  Cohen, op. cit., p.190